# Be with You (chanson d'Atomic Kitten)
Pour les articles homonymes, voir Be with you.
Singles de Atomic Kitten
The Tide Is High (Get the Feeling)
(2002) Love Doesn't Have to Hurt
(2003)
Pistes de Ladies Night
Ladies Night
(1) Don't Go Breaking My Heart
(3)
Be with You est une chanson du groupe britannique Atomic Kitten sortie le 25 novembre 2002 sous le label Virgin Records. Premier single extrait du troisième album studio Ladies Night (2003), la chanson est produite par Stargate. La chanson rencontre un grand succès en Australie atteignant la dixième et la quinzième place en Nouvelle-Zélande. Be With You sample la chanson du groupe de rock britannique Electric Light Orchestra : Last Train to London utilisant les paroles et la mélodie du refrain : « I really want tonight to last forever. I really want to be with you. ». Be With You devient le cinquième single le plus vendus dans le pays d'origine du groupe au Royaume-Uni avec 182,695 et atteignant la deuxième place des ventes dans le classement UK Singles Chart en décembre 2002.

## Liste des pistes
- CD single 1 au Royaume-Uni

1. The Last Goodbye"
2. Be With You (Radio Edit)
3. Be With You (Milky 7" Edit)
4. The Last Goodbye (Video)

- CD single 2 au Royaume-Uni

1. Be With You (Radio Edit)
2. The Last Goodbye
3. For Once In My Life
4. Be With You (Video)

- Cassette single au Royaume-Uni

1. Be With You (Radio Edit)
2. Be With You (Extended Mix)
3. The Last Goodbye (Soda Club Radio Edit)

## Classement par pays
| Classement (2002–2003)                 | Meilleure position |
| -------------------------------------- | ------------------ |
| Allemagne (Media Control AG)           | 36                 |
| Australie (ARIA)                       | 10                 |
| Autriche (Ö3 Austria Top 40)           | 34                 |
| Belgique (Flandre Ultratop 50 Singles) | 29                 |
| Belgique (Wallonie Ultratip 50)        | 11                 |
| Danemark (Tracklisten)                 | 18                 |
| France (SNEP)                          | 82                 |
| Hongrie (Rádiós Top 40)                | 6                  |
| Irlande (IRMA)                         | 5                  |
| Italie (FIMI)                          | 32                 |
| Pays-Bas (Nederlandse Top 40)          | 27                 |
| Nouvelle-Zélande (RMNZ)                | 15                 |
| Royaume-Uni (UK Singles Chart)         | 2                  |
| Suède (Sverigetopplistan)              | 43                 |
| Suisse (Schweizer Hitparade)           | 39                 |